# Los géneros discursivos
La antigüedad clásica consideraba el género, estudiado desde la Poética, como un concepto estrictamente literario, sujeto a reglas de creación a las que el autor debía ajustarse y que él mismo con su labor artística imponía, en lo que Pearson ha denominado “imperativos instruccionales”. La base de este planteamiento es el hecho de que los géneros literarios son formas fijas exigidas por la naturaleza de la creación literaria. 
Tomando como base esta definición clásica, pero eliminándole el matiz preceptista, para convertirse en un enfoque descriptivo, P. Van Tieghen (en la misma línea que Micó Buchón), considera los  géneros como un molde para la creación literaria, sujetos a las variaciones que cada autor desee imprimirles. Este enfoque didáctico, ya sea preceptivo o descriptivista entró en crisis en el Romanticismo.
La Retórica se ha interesado también por el género literario, pero desde un punto de vista gramatical, entendido como estructura; en su misma línea podemos considerar a autores como René Wellek y Warren, que consideran los géneros literarios como un principio de orden o estructura interior, una “mise en ordre” en terminología de Pierre Kohler.
La Crítica moderna, en la que destacan, entre otros  F. Brioschi y C. Di Girolamo en Introducción al estudio de la literatura, se basa en un enfoque dinámico para el estudio del género discursivo, entendido éste como la serie de relaciones o funciones, establecidas por convención, entre el plano de la expresión y el del contenido además de entre los varios componentes de cada uno de estos planos. Las reglas en que se basan estas relaciones pueden venir establecidas o no por los teóricos, pero siempre podrán ser deducidas de los textos, que de esta manera, podrán ser clasificados dentro de una categoría textual u otra.
Entendido de esta manera, el género discursivo es un fenómeno natural del sistema literario, estrechamente vinculado a conceptos como el de recepción y categoría textual, (y con ellas a la de comunicación) estilo y categoría estética. Se trata de un enfoque útil para el estudio literario y lingüístico, que ha logrado superar el planteamiento preceptivo de las poéticas de la Antigüedad clásica y del Renacimiento, al contemplar la posibilidad de la innovación literaria y textual a través de la evolución y el cambio de las distintas relaciones entre los elementos o rasgos que definen cada género, aparte de que en raras ocasiones una obra puede clasificarse única y exclusivamente dentro de un único género.
Esta estrecha relación con la recepción en la comunicación es posiblemente la razón por la que los géneros populares están más profundamente arraigados y definidos en la mentalidad general, hasta tal punto que estudiosos del tema como B. Croce han llegado a negar la existencia de géneros en la literatura culta y han otorgado cierto matiz peyorativo a la clasificación por géneros por tratarse de algo propio de la oralidad y lo popular, si bien, los planteamientos de M. Bajtin parece haber revalorizado el concepto, integrándolo en el estudio dialéctico del texto.
Fernando Lázaro Carreter entiende el género discursivo como el conjunto de rasgos textuales cuya repetición o aparición de forma redundante en diferentes textos permite clasificar un conjunto de textos dentro de un mismo grupo; en realidad no podría hablarse de un grupo o género establecido hasta que éste fuera tomado por algún emisor como modelo estructural para crear un nuevo texto (por lo que el origen de cada uno de los géneros discursivos estaría estrechamente ligado con la intertextualidad y con la parodia, siendo esta última la forma más clara de conciencia de género, al crear un texto a partir de la inversión de un modelo previo). Dentro de esta visión de los géneros discursivos hay que tener en cuenta como característica decisiva la vigencia temporal, que permite la creación, desaparición y refundición de nuevos modelos, atendiendo a la aparición o recombinación de rasgos.
W. Riable, en la misma línea que F. Lázaro Carreter, reflexiona sobre los rasgos textuales que caracterizan los géneros y que son:
- 1.Situación comunicativa entre emisor y receptor: como la presencia, ausencia, destinatario e intención y actitud del autor.
- 2.Ámbito del objeto: que pueden ser las personas o las cosas.
- 3.Estructura de ordenación superior: se trata de los rasgos que juegan un papel en los códigos literarios.
- 4.Relación entre texto y realidad: que puede ser:
  - 4.1.“res gesta” o historia
  - 4.2.“res ficta” o fábula:	Futura(como los textos proféticos) /Presente / Pasada inmediata o remota.

Medio del que se sirve el género: música, lengua, versificación, ritmo, soportes, etc.
Modos de presentación lingüística: Narrativa, dramática, otros (instructiva, descriptiva, argumental, etc.)
La variedad de planteamientos y su oposición hace pensar que únicamente será provechoso el estudio de los géneros desde su perspectiva diacrónica.
- Datos: Q5980914